# Atlanta Rhythm Section
Atlanta Rhythm Section, également abrégé ARS, est un groupe américain de rock sudiste, originaire de Doraville, en Géorgie. Il est formé en 1971.

## Biographie

### Débuts
Au printemps de 1970, trois anciens membres des Candymen (Rodney Justo, Dean Daughtry et Robert Nix) et de Classics IV (Daughtry et James B. Cobb, Jr.) deviennent un session band pour le tout nouveau Studio One à Doraville, en Géorgie, près d'Atlanta. Après avoir joué avec d'autres artistes, l'Atlanta Rhythm Section est formée en janvier 1971, avec Rodney Justo (chant), Barry Bailey (guitare), Paul Goddard (basse), Dean Daughtry (claviers), Robert Nix (batterie), et J.R. Cobb (guitare).
Signé avec le label Decca Records, le groupe sort son premier album, Atlanta Rhythm Section, en janvier 1972. À cause du succès commercial limité de l'album, Justo quitte le groupe, se relocalisant à New York comme chanteur de session. Il est remplacé par l'assistant ingénieur de Ronnie Hammond au Studio One, Rodney Mills. Buddy Buie, leur agent artistique et producteur et co-dirigeant du Studio One, est cité pour presque tous les morceaux.
Leurs deux prochains albums, Dog Days (août 1975) et Red Tape (avril 1976), se vendent encore moins, mais ARS fait un effort pour prendre la route en 1976 jouant plusieurs concerts dans le Sud, le Nord-Est et le Midwest. En août la même année, ils ouvrent pour The Who au Gator Bowl Stadium de Jacksonville et pour The Rolling Stones au Municipal Auditorium de West Palm Beach, en Floride.

### Succès
Leur prochain album, A Rock and Roll Alternative (décembre 1976), atteint la 13e place du Billboard et est certifié disque d'or en 1977. Le premier single de l'album, So in to You, se classe septième le 30 avril. Le 4 septembre 1977, ARS joue son plus gros concert au Dog Day Rockfest d'Atlanta sur le campus du Georgia Tech. Heart et Foreigner ouvrent pour eux.
En janvier 1978, ARS soort ce qui deviendra son plus grand album, Champagne Jam, qui comprend le morceau Large Time, un hommage à Lynyrd Skynyrd.
Le 24 juin 1978, ARS participe au Knebworth Festival de Knebworth, devant plus de 60 000 spectateurs aux côtés de Genesis, Jefferson Starship, Tom Petty and the Heartbreakers, Brand X, Devo et Roy Harper. Le 26 août 1978, le groupe participe au Canada Jam, au Mosport Park de Bowmanville, en Ontario, au Canada. Trois semaines plus tard, ils jouent à la Maison-Blanche pour le président de l'époque, Jimmy Carter. En 1979, le batteur Robert Nix, principal parolier du groupe, diverge musicalement parlant avec le producteur et agent artistique Buie.

### Changements
En début de 1999, alors que Hammond récupère à l'hôpital, Andy Anderson revient douze après pour le remplacer. R.J. Vealey décède le 13 novembre 1999 d'une crise cardiaque à 37 ans.
En 2006, l'ancien batteur pour ARS, Roy Yeager se retrouve impliqué dans la tourmente.
Ronnie Hammond (né Ronald William Hammond le 10 novembre 1950) décède le 14 mars 2011 à Forsyth, en Géorgie, à 60 ans d'un accident cardiovasculaire,. Robert Nix (né Robert Lafayette Nix le 8 novembre Blakely) décède le 22 mai 2012, à 67 ans. Il souffrait de diabète et de myélome multiple et décède au Baptist Memorial Hospital de Memphis de complications liées à une opération chirurgicales le mois d'avant. Paul Goddard succombe à un cancer le 29 avril 2014 à l'âge de 68 ans,.

## Discographie

### Albums studio
- 1972 : Atlanta Rhythm Section
- 1973 : Back Up Against the Wall
- 1974 : Third Annual Pipe Dream
- 1975 : Dog Days
- 1976 : Red Tape
- 1976 : A Rock and Roll Alternative
- 1978 : Champagne Jam
- 1979 : Underdog
- 1979 : Are You Ready
- 1980 : The Boys from Doraville
- 1981 : Quinella
- 1989 : Truth in a Structured Form
- 1999 : Eufaula

### Albums live
- 1979 : Are You Ready!
- 2000 : Live at the Savoy, New York October 27, 1981